# Baseball-Bundesliga 1988
Die Baseball-Bundesliga 1988 war die fünfte Ausgabe der Baseball-Bundesliga als höchste Spielklasse im deutschen Baseball. Zum fünften Mal konnten die Mannheim Tornados dabei die deutsche Baseballmeisterschaft erringen, zum fünften Mal wurde eine Mannschaft aus Köln Vizemeister. Dies waren 1988 wie 1985 die Köln Cardinals.

## Reguläre Saison
Die Saison wurde mit acht Mannschaften gestartet, die Mannheim Amigos wurden im Saisonverlauf allerdings disqualifiziert. So musste jede Mannschaft nur 14 Spiele während der regulären Saison bestreiten. Drei Städte konnten jeweils zwei Mannschaften stellen, dies waren Düsseldorf mit den Diamonds und den Senators, Köln mit den Cardinals und den Dodgers sowie Mannheim mit den Amigos und den Tornados.
Erstmals in der Bundesliga gingen die Hamburg Knights und die Düsseldorf Senators an den Start.
Tabelle:
|    | Team                | G  | V  | Pct.  | GB |
| -- | ------------------- | -- | -- | ----- | -- |
| 1. | Mannheim Tornados   | 14 | 0  | 1.000 | 0  |
| 2. | Köln Cardinals      | 11 | 3  | .786  | 3  |
| 3. | Zülpich Eagles      | 11 | 3  | .786  | 3  |
| 4. | Hamburg Knights     | 8  | 6  | .571  | 6  |
| 5. | Düsseldorf Diamonds | 5  | 9  | .357  | 9  |
| 6. | Köln Dodgers        | 4  | 10 | .286  | 10 |
| 7. | Düsseldorf Senators | 3  | 11 | .214  | 11 |
| 8. | Mannheim Amigos*    | 0  | 14 | .000  | 14 |

'* disqualifiziert

## Play-offs
Die besten vier Mannschaften der regulären Saison qualifizierten sich für die Play-offs, die im Best-of-Three-System ausgespielt wurden. Alle dieser Duelle wurden vorzeitig nach zwei Partien entschieden.
| Halbfinale | Halbfinale        | Halbfinale | Halbfinale | Halbfinale |  |   | Finale            | Finale | Finale | Finale | Finale |
|            |                   |            |            |            |  |   |                   |        |        |        |        |
| 1          | Mannheim Tornados | 13         | 26         |            |  |   |                   |        |        |        |        |
| 4          | Hamburg Knights   | 1          | 4          |            |  | 1 | Mannheim Tornados | 18     | 5      |        |        |
| 3          | Zülpich Eagles    | 3          | 4          |            |  | 2 | Köln Cardinals    | 5      | 1      |        |        |
| 2          | Köln Cardinals    | 11         | 16         |            |  |   |                   |        |        |        |        |